# Semiothisa vivida
Semiothisa vivida là một loài bướm đêm trong họ Geometridae.